# 6576 Kievtech
6576 Kievtech è un asteroide della fascia principale. Scoperto nel 1978, presenta un'orbita caratterizzata da un semiasse maggiore pari a 3,1185987 UA e da un'eccentricità di 0,1792248, inclinata di 2,62771° rispetto all'eclittica.